# Lattiera

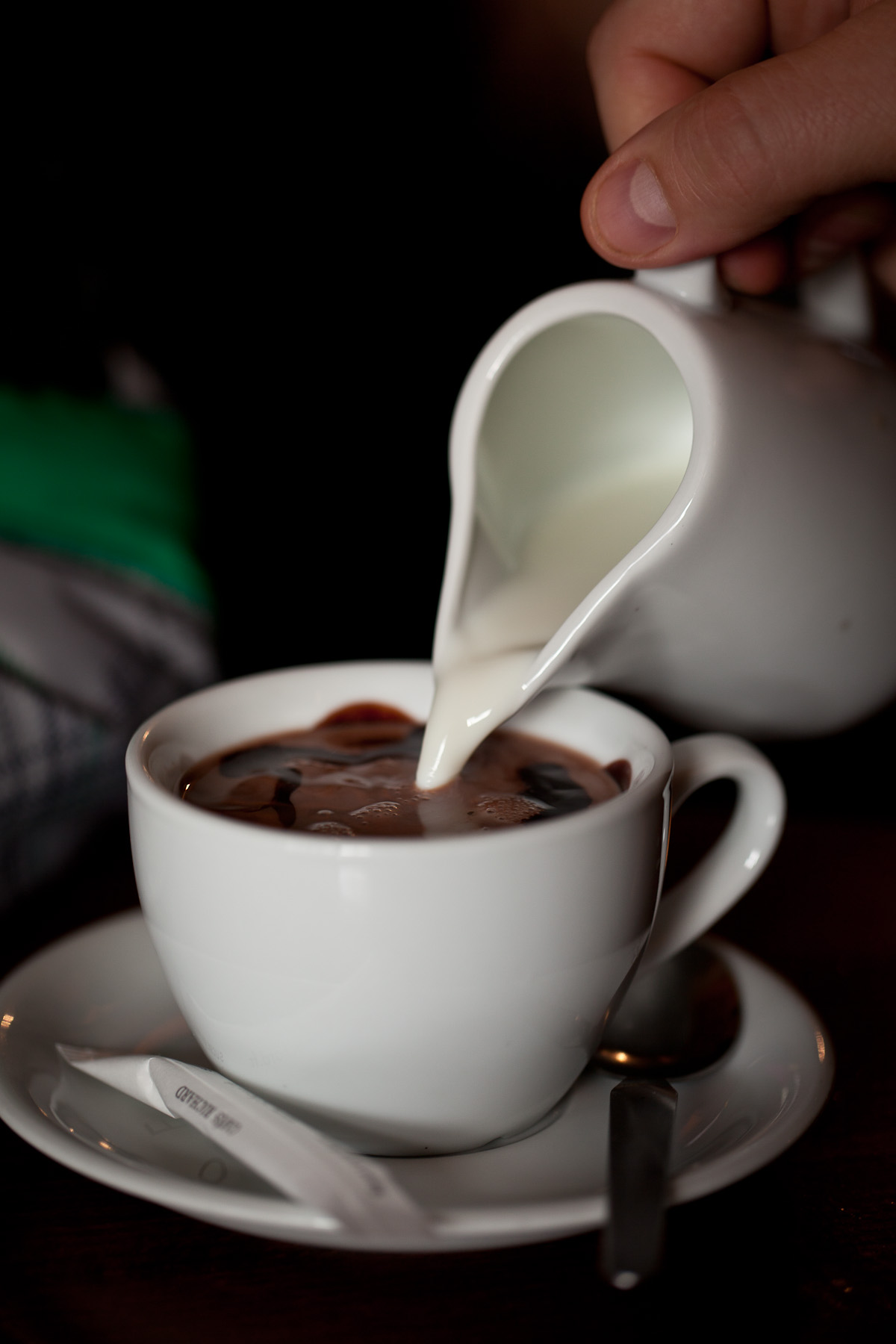
Latte versato da una lattiera in porcellana

La lattiera è un contenitore, propriamente una brocca, che serve a contenere il latte. Se viene usata per aggiungerlo a tè o caffè è di dimensioni molto ridotte, se viene usata per montare il latte per il cappuccino è di dimensioni maggiori.

## Struttura
Solitamente è dotata di un beccuccio per versare e di un solo manico ad ansa per impugnarla. Se fa parte di un servizio da tè o da caffè ha le stesse forme, colori e decorazioni delle tazzine e della zuccheriera. 
I materiali con cui è costruita più comunemente sono la ceramica e l'acciaio inox, il vetro; quelle preziose sono in porcellana, argento o peltro.